# オールスター雪の祭典
『オールスター雪の祭典』（オールスターゆきのさいてん）は、1974年から1986年までフジテレビ系列の単発特別番組枠『火曜ワイドスペシャル』で放送されていたフジテレビ製作のバラエティ番組である。全13回。

## 概要
『火曜ワイドスペシャル』の「オールスター物」の一つで、スキー場を舞台に、芸能人を2チームに分けて行うゲーム合戦。このほか、スキー場やスキーロッジでの歌・コント・ドッキリも併せて行う。
収録は、一貫して新潟県の苗場スキー場で行われていた。回によっては、軽井沢などの別のスキー場との2元中継を行うこともあった。

## 司会
- 土居まさる（1974年）
- 井上順（1975年）
- 研ナオコ（1975年）
- 郷ひろみ（1977年 - 1984年） - 最も多く担当。
- あのねのね - 歌の場面でのナレーターも兼任。
- おりも政夫（1985年 - ）
- 三笑亭夢之助（1977年） - 軽井沢パート担当。
- 明石直子（1977年） - 同上。

ほか

## 放送リスト
| 回 | 放送日        | 放送時間（日本標準時） | 主なゲスト                                                                                   |
| -- | ------------- | ---------------------- | -------------------------------------------------------------------------------------------- |
| 1  | 1974年2月19日 | 火曜 20:00 - 21:25     | 森進一、アグネス・チャン、西城秀樹、あべ静江、浅田美代子、桜田淳子、三善英史、野村真樹       |
| 2  | 1975年2月4日  | 火曜 20:00 - 21:25     | 殿さまキングス、西城秀樹、三善英史、ずうとるび、山口百恵、桜田淳子、天地真理                 |
| 3  | 1976年2月3日  | 火曜 20:00 - 21:24     | 森進一、西城秀樹、桜田淳子、山口百恵、岩崎宏美、ずうとるび、フォーリーブス、アグネス・チャン |
| 4  | 1977年2月1日  | 火曜 20:00 - 21:24     | ピンク・レディー、太田裕美、浅野ゆう子、森進一、せんだみつお、フォーリーブス                 |
| 5  | 1978年2月14日 | 火曜 20:00 - 21:24     | 西城秀樹、桜田淳子、岩崎宏美、清水健太郎                                                     |
| 6  | 1979年2月6日  | 火曜 20:00 - 21:24     | 西城秀樹、清水健太郎、榊原郁恵、岩崎宏美                                                     |
| 7  | 1980年1月29日 | 火曜 20:00 - 21:24     | 榊原郁恵、石野真子、桜田淳子、西城秀樹                                                       |
| 8  | 1981年2月10日 | 火曜 20:00 - 21:24     | 西城秀樹、細川たかし、近藤真彦、石野真子、岩崎良美、河合奈保子、松田聖子、広岡瞬、ザ・ぼんち |
| 9  | 1982年2月9日  | 火曜 19:30 - 20:54     | 西城秀樹、郷ひろみ、松田聖子、柏原よしえ、松本伊代、石川秀美、岩崎良美                       |
| 10 | 1983年2月1日  | 火曜 19:30 - 20:54     | 西城秀樹、郷ひろみ、松田聖子、柏原芳恵、シブがき隊、松本伊代、石川秀美、沖田浩之             |
| 11 | 1984年2月14日 | 火曜 19:30 - 20:54     | 細川たかし、松田聖子、柏原芳恵、石川秀美、早見優、沖田浩之、清水アキラ                       |
| 12 | 1985年2月5日  | 火曜 19:30 - 20:54     | 田原俊彦、近藤真彦、柏原芳恵、とんねるず、シブがき隊、松本伊代、早見優、堀ちえみ、岡田有希子 |
| 13 | 1986年2月4日  | 火曜 19:30 - 20:54     | とんねるず、シブがき隊、石川秀美、おニャン子クラブ、中村繁之                                 |

ご（参考：『読売新聞縮刷版』読売新聞社、1974年2月19日 - 1986年2月4日付のテレビ欄。）

## 主なゲーム
概ね、雪の坂を滑るゲームが多かった。
パン食い狂争
初期のゲーム。木馬に乗って坂を滑り、つるされたあんパンを加えてゴールまで走る。
モモシキー
常連のゲーム。出場者は雪の入った股引を履いてゲームを行う。ゲームは固定されてなく、「二人三脚」や「椅子取りゲーム」などがあった。
恐怖の90cm級ジャンプ
出場者が高台から雪目掛けて飛び降り、飛距離を競うゲーム。
スーパーマン
出場者はスーパーマン風の衣装を着て、両腕をスーパーマンの如く前に向けて、坂を滑り落ちる。滑る時には必ず「スーパーマンのテーマ」がBGMとして使われた。
大相撲苗場場所
出場者は肉襦袢を着て相撲取りに扮し、土俵の上で尻相撲を行う。

## スタッフ
第12回（1985年）
- 構成：玉井洌／鈴木桂、小高浩
- 振り付け：石村治樹
- 踊り：スクール・メイツ
- タイトル：山形憲一
- プロデューサー：王東順
- ディレクター：熊田共一、後藤正行、木村忠寛
- ロケディレクター：坂間和夫
- 制作著作：フジテレビ